# Герб Пудожского района
Герб Пудожского района — является официальным конвенциональным (условным) опознавательно-правовым знаком, являющийся символом наряду с флагом Пудожского муниципального образования Республики Карелия Российской Федерации.
Утверждён Решением 4 заседания 4 созыва Совета Пудожского муниципального района от 21 декабря 2018 года. № 28. Герб зарегистрирован в Государственном геральдическом регистре РФ под № 12188. 

## Описание
В зеленом поле золотое стропило обремененное тремя цветками льна с лазоревыми лепестками и золотой серединой. Щит увенчан муниципальной короной установленного образца. Девиз – «Сила старопрежняя» черными литерами по серебру.

Рахта – единственный былинный богатырь не только Пудожского района, но и всей Карелии и Северного края вообще. По его словам, Рахта бороться не знал как, состязаться не умел, привычка у него женская. Просто взял басурманского борца и смял его в кучу. В былине о Рахте есть следующие строчки:
```
       И говорит тут Рахта 
              Рагнозерский:
       «Если было б во мне силушки,
       Силы старой, старопрежнией…»
```

Именно эти строчки и легли в основу девиза «Сила старопрежняя».
Проект герба Пудожского района, разработанный Емелиным Ильёй Борисовичем и Максимовым Алексеем Александровичем на основе проекта герба Пудожа 1864 года. 
Так же есть версия герба Пудожского района без муниципальной короны. 

## История
Герб города Пудожа был Высочайше утверждён 4 октября 1788 года императрицей Екатериной II вместе с другими, вновь сочинёнными гербами городов Олонецкого наместничества.
Подлинное описание герба города Пудожа гласило:

Въ зеленомъ полѣ положенные три пучка льну, въ знакъ того, что сей городъ славится находящимся в окрестности онаго льномъ, которымъ снабдѣваются всѣ уѣзды Олонецкаго Намѣстничества и отпускается за границу.
В верхней части щита герб Олонецкого наместничества: «В золотом поле выходящая из облака рука, держащая голубой щит, а под рукою на цепях четыре яблока».

В 1864 году, в период геральдической реформы Кёне, был разработан проект нового герба Пудожа (официально не утверждён):

В зелёном щите золотое стропило, обременённое тремя лазоревыми льняными цветами. В вольной части герб Олонецкой губернии. Щит увенчан серебряной башенной короной о трёх зубцах и окружён золотыми колосьями, соединёнными Александровской лентой.